# Theodor Thomas
Theodor Thomas (Esens, Imperi Alemany, 11 d'octubre de 1835 - Chicago, Estats Units, 4 de gener de 1905) fou un director d'orquestra, compositor i concertista alemany.
El seu pare, músic d'orquestra, l'ensenyà a tocar el violí, i Theodor passà els primers anys de la seva vida en les orquestres de teatre, formant part de companyies líric-dramàtiques o treballant per les companyies d'òpera i concerts. El 1845 es traslladà a Amèrica; fundant el 1853 la Societat Filharmònica, que es dissolgué al cap de poc temps, i, el 1858, en unió amb Mason, Bergmann, Mosenthal i Matzka, començà aquella sèrie de vetllades de música clàssica de saló que arribà a ser quasi una institució a Nova York i què, dirigides per Thomas, li'n donaren en aquella ciutat una posició avantatjosa i un crèdit molt honrós. La major part de les millors peces de música de saló foren executades en aquestes vetllades-concerts.
El 1846, sota l'administració de Harrison, inaugurà a Irving Hall els concerts simfònics que, amb la sola excepció de dues estacions, duraren fins a 1879. El 1866 donà els seus Summer Night Concerts en els jardins del Central Park, que per espai d'algun temps aconseguiren gran èxit; les estacions d'hivern, Thomas les emprava en recórrer els Estats al front de la seva orquestra, fins que el preu de les despeses que aquestes excursions originaven el feu desistir d'aquestes empreses. L'orquestra, sota la batuta de Thomas, assolia una organització artística admirable, així que per aquesta va compondre les seves millors obres.
El 1879 acceptà la direcció del nou establiment titulat Col·legi de Música de Cincinnati, més al cap de dos anys tornà a Nova York, on fou nomenat director de les societats filharmòniques d'aquell Estat i de Brooklyn; però les simpaties que a Cincinnati havia deixat el portaren diverses vegades allà, on dirigí molts festivals musicals. També va córrer al seu càrrec la direcció del gran festival Monster May, organitzant a Nova York el 1882, així com el teatre de l'Òpera, i el 1890 fundà una nova orquestra a Chicago que portava el seu nom i que en morir ell l'any 1905 agafà la direcció d'aquesta el mestre alemany Frederick Stock.